# Bitis worthingtoni

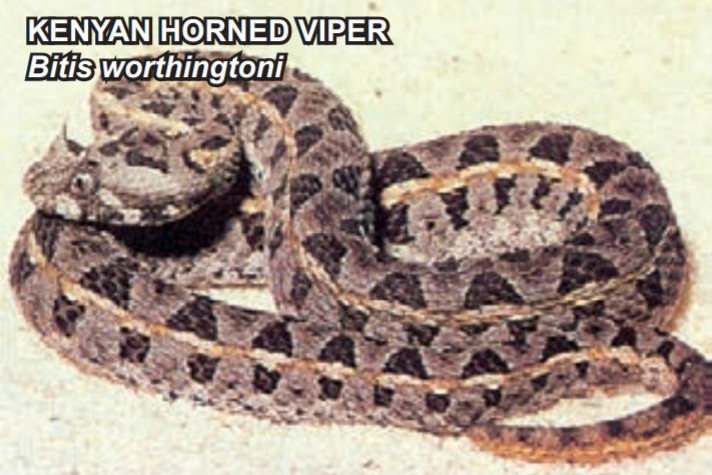

Bitis worthingtoni là một loài rắn trong họ Rắn lục. Loài này được Parker mô tả khoa học đầu tiên năm 1932.